# Sveriges historiska befolkning
Detta är en lista över Sveriges historiska befolkning inom nuvarande gränser från år 4000 f.Kr. till år 2009 e. Kr. Vissa källor anger lägre befolkningssiffror före digerdöden (1300-tal). De äldre uppgifterna är uppskattningar och osäkerheten för befolkningssiffrorna blir större ju längre man går tillbaka i tiden. Befolkningen år 4000 f.Kr kan lika gärna ha varit 5000 eller 20000.

## Översikt
Digerdöden förorsakade en avsevärd minskning av Sveriges befolkning på 1300-talet. Det är troligt att svält och infektion förorsakade befolkningsminskningen 1650-51. Kring 1650 sjönk antalet mantalsskrivna med cirka 1/3 i bland annat Östergötlands län och det är till och med möjligt att Sveriges befolkning på slutet av 1650-talet var mindre än vad den var 300 år tidigare, före digerdödens ankomst. Nedgången från 1710 berodde huvudsakligen på landets senaste pestepidemi. Dödligheten fick en topp på 1740-talet, då landet hade missväxt och massvält samtidigt som man var i krig med Ryssland. Nästa svältperiod kom kring 1773-1775 då mer än 5 % av befolkningen dog på ett enda år, ofta av rödsot/dysenteri. Toppen 1809 brukar associeras med lantvärnssjukan som spreds i samband med 1808–1809 års krig. Lantvärnssjukan var ett sammanfattande begrepp för olika smittsamma sjukdomar som dysenteri, tyfus och malaria.
Nativiteten minskade drastiskt runt år 1900, vilket gav en minskad befolkningstillväxt. Detta motverkades emellertid delvis av kraftigt ökad medellivslängd, till stor del till följd av minskad barnadödlighet. Det motverkades även av att sedan omkring år 1930 var invandringen större än utvandringen. I början av 1980-talet och i slutet av 1990-talet skulle landet ha haft en befolkningsminskning om det inte vore för nettoinvandringen.

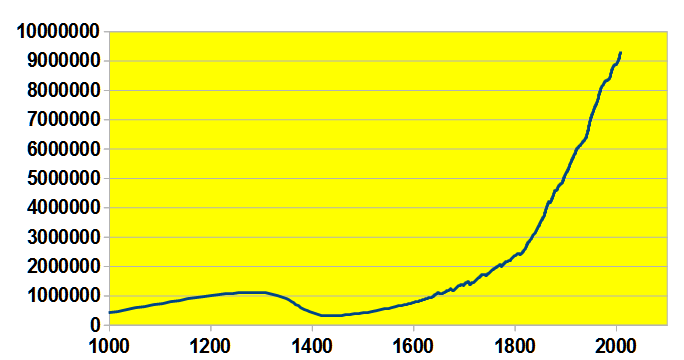
Sveriges befolkning de senaste tusen åren

| Sveriges folkmängd sedan 1750                                                                                                 |
| --- |
| Antal personerGregorianska år02 000 0004 000 0006 000 0008 000 00010 000 00012 000 0001749-12-311898-12-31Befolkning – totalt |

| Antal födda och döda i Sverige                                                                                    |
| --- |
| year40 00060 00080 000100 000120 000140 000160 0001749-12-311848-12-311947-12-31Födslar – totaltDödsfall – totalt |

| År         | Medelfolkmängd |
| ---------- | -------------- |
| 4000 f.Kr. | 10 000         |
| 1          | 200 000        |
| 1000       | 400 000        |
| 1300       | 1 100 000      |
| 1413       | 347 000        |
| 1571       | 639 000        |
| 1620       | 854 000        |
| 1631       | 916 722        |
| 1632       | 922 598        |
| 1633       | 922 882        |
| 1634       | 923 605        |
| 1635       | 927 815        |
| 1636       | 934 032        |
| 1637       | 944 073        |
| 1638       | 957 115        |
| 1639       | 971 279        |
| 1640       | 986 047        |
| 1650       | 1 101 319      |
| 1660       | 1 090 786      |
| 1670       | 1 178 383      |
| 1680       | 1 173 487      |
| 1690       | 1 343 644      |
| 1700       | 1 368 171      |
| 1710       | 1 422 676      |
| 1720       | 1 451 917      |
| 1730       | 1 619 739      |
| 1740       | 1 719 696      |
| 1750       | 1 772 683      |
| 1760       | 1 915 532      |
| 1770       | 2 036 524      |
| 1780       | 2 103 904      |
| 1790       | 2 188 347      |
| 1800       | 2 352 143      |
| 1810       | 2 395 226      |
| 1820       | 2 573 210      |
| 1830       | 2 875 580      |
| 1840       | 3 122 631      |
| 1850       | 3 461 852      |
| 1860       | 3 823 562      |
| 1870       | 4 163 638      |
| 1880       | 4 572 280      |
| 1890       | 4 779 692      |
| 1900       | 5 116 884      |
| 1910       | 5 499 374      |
| 1920       | 5 875 693      |
| 1930       | 6 131 126      |
| 1940       | 6 356 350      |
| 1950       | 7 013 950      |
| 1960       | 7 480 374      |
| 1970       | 8 042 657      |
| 1980       | 8 310 470      |
| 1990       | 8 558 774      |
| 2000       | 8 872 103      |
| 2010       | 9 373 379      |
| 2015       | 9 799 186      |
| 2016       | 9 923 085      |
| 2017       | 10 057 698     |
| 2018       | 10 175 214     |
| 2019       | 10 285 453     |
| 2020       | 10 327 589     |
| 2021       | 10 452 326     |
| 2022       | 10 512 820     |

## Totalsiffror

### Totalsiffror 1749–2005
- Födda: 26 221 906
- Döda: 18 736 287
- Invandrade: 2 951 853
- Utvandrade: 2 887 193
- Gifta: 8 095 507
- Skilda: 1 035 309